# Moriz Benedikt (Publizist)

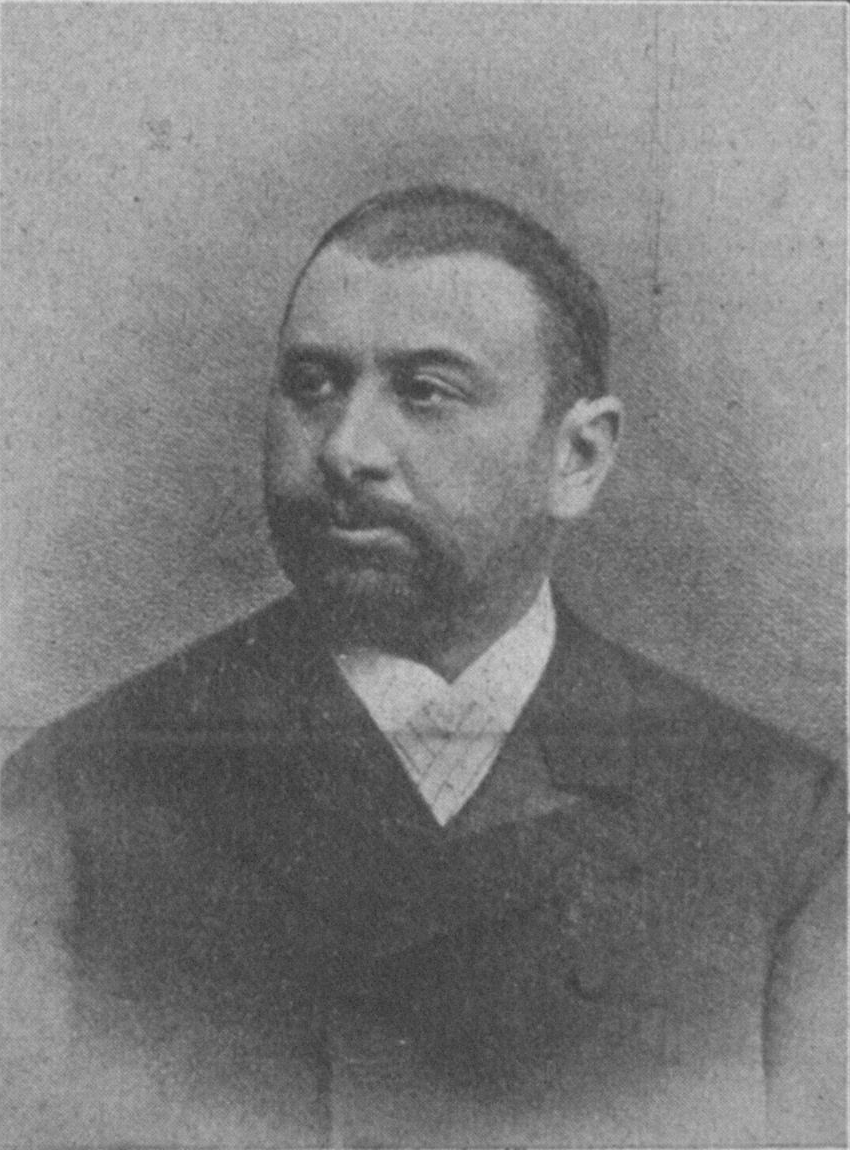
Moriz Benedikt im Jahre 1904

Moriz Benedikt, auch: Moritz Benedikt (* 27. Mai 1849 in Kwatschitz (Kvačice) bei Ungarisch Hradisch, Mähren; † 18. März 1920 in Wien) war ein österreichischer Publizist jüdischer Abstammung.

## Biografie
Moriz Benedikts Eltern waren der aus Holleschau in Mähren stammende Kaufmann Markus Benedikt (1810–1883) und dessen Frau Julie Hertzka (1821–1891). Nach Wien gekommen, wo er das Schottengymnasium besuchte, war er Mitschüler von Eugen Böhm von Bawerk (1851–1914) sowie Friedrich von Wieser (1851–1926), den späteren Mitbegründern der Österreichischen Schule der Nationalökonomie. Der Aufstieg der Deutschliberalen Partei zog Benedikt in den Bann der Politik: er wurde Mitarbeiter der von Julius Faucher (1820–1878) herausgegebenen Vierteljahrschrift für Volkswirthschaft und Culturgeschichte.
1872 begann er als Redakteur der Neuen Freien Presse (NFP) in Wien, wo er sich schon ein Jahr später durch seine Darlegungen zum Gründerkrach einen Namen machte und in der Folge das Vertrauen bedeutender Persönlichkeiten insbesondere der Geldwirtschaft gewann, unter anderem von Börsenkommissar Eduard Schön (1825–1879) sowie Wilhelm von Lucam (1820–1900).
1880 wurde er Mitherausgeber der NFP; von 1908 bis zu seinem Tod war er Chefredakteur. Er wurde als erster und einziger Journalist von Kaiser Karl I. (1887–1922) ins österreichische Herrenhaus, das Oberhaus des Reichsrates, berufen (19. Mai 1917). Auch finanziell war Benedikt sehr erfolgreich: 1910 lag er, mit einem Jahreseinkommen von 1,7 Millionen Kronen, auf Rang 11 der 926 Spitzenverdiener. (Der Herausgeber der damaligen Kronen Zeitung, Gustav Davis, lag mit 146.000 Kronen nur auf Rang 513.)
Er war, aufgrund seiner wirtschaftsliberalen Einstellung und seiner Haltung im Ersten Weltkrieg, eine der von Karl Kraus am schärfsten angegriffenen Personen, wodurch sein Name auch heute noch geläufig ist. Kraus lässt ihn in seinem Weltkriegsdrama "Die letzten Tage der Menschheit" mehrmals vorkommen und bezeichnet ihn dort als "Herr der Hyänen".
Benedikt war verheiratet mit Adele Krohn (* 30. April 1847 in Breslau; † 21. Februar 1935 in Wien), der Tochter von Samuel Moritz Krohn (1810–1864) und Sophie Silberstein (1818–1900). Das Ehepaar hatte zwei Söhne, Karl (1877–1905) sowie Ernst (1882–1973). Moriz Benedikt wurde in einem vom Architekten Karl König gestalteten Mausoleum auf dem jüdischen Teil des Wiener Zentralfriedhofs (Gruppe 20, Reihe 1 Nr. 1a) beigesetzt. Das Mausoleum wurde im Zweiten Weltkrieg bei einem US-amerikanischen Bombenangriff zerstört.

## Schriften
- Politische Betrachtungen eines Unabhängigen. L. Rosner, Wien 1883.
- Feuilleton. Journalisten. (Anläßlich der Rede des Grafen Harrach). In: Neue Freie Presse, Morgenblatt, Nr. 19958/1920, 20. März 1920, S. 1 ff. (online bei ANNO).